# Harún ibn Jumarauai
Harún ibn Jumarauai (en árabe: هارون بن خمارويه;  ?-30 de diciembre del 904) fue el cuarto emir tuluní de Egipto (896-904). Sucedió a su hermano mayor Jaish, asesinado por los jefes del ejército. Dejó los asuntos de Estado al visir Abu Ja'far ibn Ali, prefiriendo dedicarse al lujo y la disolución. Esto originó una crisis cada vez más aguda en la región, ya que las finanzas estatales no se pudieron regular y creció paulatinamente el poder de los jefes militares.
El califato abasí aprovechó la coyuntura para invadir el Levante tuluní en 904: las tropas tuluníes desertaron y el ejército califal pudo penetrar en el valle del Nilo. Harún murió en un motín del ejército. Su sucesor fue el último de los tuluníes: su tío Shayban (904-905).